# Perdicula
Perdicula là một chi chim trong họ Trĩ, cùng với các chi Anurophasis, Coturnix và Ophrysia được gọi chung là chim cút. Chi này chứa 4 loài đã biết.

## Các loài
- Chim cút rừng núi đá, (Perdicula argoondah)
- Chim cút rừng Nam Á, (Perdicula asiatica)
- Chim cút rừng Ấn Độ, (Perdicula erythrorhyncha)
- Chim cút rừng Manipur, (Perdicula manipurensis)